# Sant Porçanh de Siula
Sant Porçanh de Siula, a l'edat mitjana anomenat Sant Porçanh de las Parras (en francès Saint-Pourçain-sur-Sioule) és un municipi francès del departament de l'Alier, a la regió d'Alvèrnia-Roine-Alps. Es troba a la frontera lingüística oc-oïl (a la part de llengua francesa).